# Копальня Ваїкато-Норт-Хед
Копальня Ваїкато-Норт-Хед  – гірничодобувне підприємство на західному узбережжі Північного острова Нової Зеландії.
Про наявність на узбережжі Нової Зеландії титаномагнетитових («залізних») пісків європейці дізнались ще у XVIII столітті. Після початку колонізації було здійснено кілька спроб залучити ці ресурси до використання, проте перешкоджала відсутність технології плавки, яка б дозволяла попередити забивання печей титановим шлаком. Нарешті, в 1960-х роках таку технологію розробили і в 1970-му ввели в дію металургійний комбінат у Гленбруці. Сировиною його забезпечувала копальня Ваїкато-Норт-Хед, розташована в усті річки Ваїкато.
Розробка ведеться відкритим способом, при цьому за рік можуть вилучати до 6 млн тонн породи, з якої отримують 1,2 млн тонн концентрату з середнім вмістом заліза 55%. Крім того, піски містять підвищений вміст ванадію, а тому комбінат продукує як супутній продукт ванадієвий шлак (за рік можуть випускати 12 тисяч тонн шлаку, що еквівалентне 1% світового виробництва ванадію).
Доставка концентрату на металургійний комбінат здійснюється по пульпопроводу завдовжки 18 кілометрів. Пульпа містить концентрат та воду в пропорції 50:50. З 2012-го також почали експорт концентрату походженням з Ваїкато-Норт-Хед.
Вода для роботи збагачувальної фабрики та приготування пульпи надходить з лагуни, що лежить в усті Ваїкато.
Станом на 2000 рік копальня сукупно видала 18 млн тонн концентрату, а до кінця 2018 року цей показник вже досягнув 40 млн тонн, при цьому залишкові ресурси категорій виміряні та показані оцінювались у 666 млн тонн пісків, що містять 61 млн тонн заліза.
Копальнею (так само як і комбінатом) володіє компанія New Zealand Steel, що з початку 1990-х належить австралійській BlueScope Steel (до 2003-го BHP Steel).
Можливо відзначити, що окрім Ваїкато-Норт-Хед в історії Нової Зеландії діяли чи діють такі копальні титаномагнетитових пісків як Тагароа та Ваїпіпі.